# Arroyo de Cruz
El arroyo de la Cruz  es un curso de agua uruguayo que atraviesa el Departamento de Florida en Uruguay.

En su desembocadura sus coordenadas son 33,9971339 S y 56,1316542 W. 
Nace en la Cuchilla Grande Inferior y desemboca en el río Santa Lucía Chico tras recorrer alrededor de 28 km. Pertenece a la cuenca del río Santa Lucía. 